# Ildebrando Pizzetti

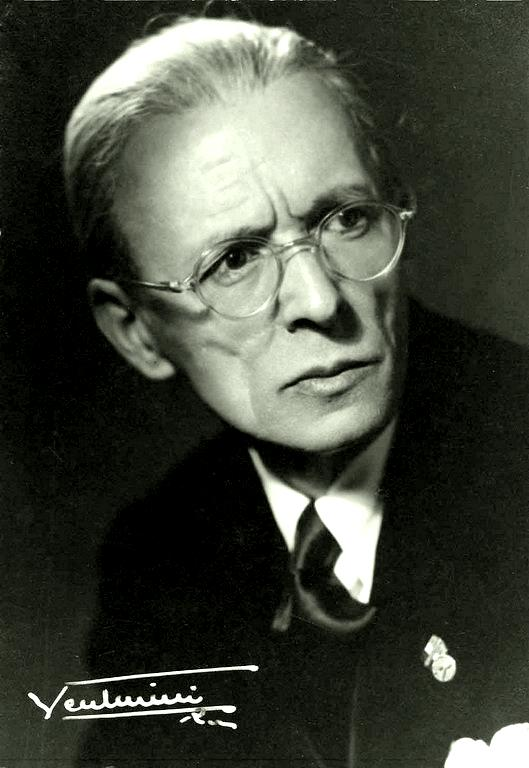
Ildebrando Pizzetti

Ildebrando Pizzetti (Parma, 20 de septiembre de 1880-Roma, 13 de febrero de 1968) fue compositor, musicólogo y crítico musical italiano.

## Biografía
Ildebrando Pizzetti nació en 1880 en Parma, hijo de Odoardo Pizzetti, un pianista y profesor de piano que fue el primer profesor de Ildebrando. Pizzetti parecía en principio dirigido hacia una carrera como dramaturgo —había escrito varias obras, dos de las cuales incluso habían sido representadas— antes de que decidiera en 1895 hacer una carrera de música y entrara en el Conservatorio de Parma. Su maestro, desde 1897, fue Giovanni Tebaldini y con él adquirió un interés de por vida en la música antigua de Italia, que se reflejó en su propia música y en sus escritos.
Pizzetti comenzó a ser conocido por la música de La Nave, una obra incidental para la obra de Gabriele D'Annunzio, estrenada en Roma en 1908. Discípulo del poeta, dramaturgo y revolucionario D'Annunzio, Pizzetti escribió a lo largo de toda su vida música incidental para sus obras, y estuvo muy influenciado por los oscuros temas neoclásicos queridos de D'Annunzio. (Una de las últimas óperas de Pizzetti es una adaptación nuevamente de una obra de D'Annunzio, La Figlia Di Jorio.) En ese mismo año 1908 Pizzetti obtuvo un puesto de profesor de armonía y contrapunto en el Conservatorio de Florencia, que pasó a dirigir desde 1917 a 1923. 
Después de componer la música para el drama La Pisanella, según la obra de Gabriele D'Annunzio, la Messe de Requiem y otras composiciones importantes, fue nombrado director del Conservatorio "Giuseppe Verdi" de Milán en 1924 (donde, entre otros, fue profesor de Gianandrea Gavazzeni), puesto que dejó en 1936 para ser profesor del curso de alto perfeccionamiento en composición de la Academia Nacional de Santa Cecilia de Roma. Entre sus estudiantes tuvo a Mario Castelnuovo-Tedesco, Olga Rudge, Vito Frazzi, Franco Donatoni and Amaury Veray Torregrosa. 
En 1939 Pizzetti fue nombrado miembro de la Academia de Italia y en 1949 llegó a ser director de la Academia de Santa Cecilia. Sus relaciones con el gobierno fascista de los años 1940 fueron buenas, aunque a veces tuvo algunos encontronazos; recibió las más altas distinciones y una sinfonía de sus años maduros fue producto de un encargo de sus aliados japoneses para celebrar el “XXVI centenario de la fundación del imperio japonés”. (La Sinfonia da Requiem de Benjamin Britten también fue encargada para este acontecimiento, aunque fue rechazada a causa de su final. Ese final original fue de nuevo descubierto tras la muerte de Britten y estrenado posteriormente). La obra de Pizzetti, Sinfonie in la, fue estrenada el 7 de diciembre de 1940.) 
Pizzetti fue también director de la sección de Música de la Enciclopedia Italiana (1925-37), crítico musical y escribió varios libros sobre la música de Italia y de Grecia y cofundó un diario musical. Pizzetti murió en Roma el 13 de febrero de 1968, cuando contaba 87 años.

## Su obra
Pizzetti formó parte de la “Generación de 1880” junto con Alfredo Casella, Ottorino Respighi y Gian Francesco Malipiero. Estaban entre los primeros compositores italianos que en un cierto momento, decidieron que sus contribuciones principales no fueran operísticas y sus obras tuvieron una gran influencia en la actividad creativa y la cultura musical italiana de la primera mitad del siglo XX y contribuyeron notablemente a dar una nueva orientación a la música de ese periodo. El género instrumental y las composiciones a cappella eran tradiciones que no habían desaparecido del campo de la música italiana y habían producido, por ejemplo, el ciclo de Cuartetos de cuerda de Antonio Scontrino (1850-1922) o las propias obras del profesor de Respighi, Martucci, pero con la “Generación de 1880” estas tradiciones se consolidaron.
Su concepción del drama musical se basa en la idea de un equilibrio absoluto entre las palabras y la música. Introdujo, de hecho, un nuevo lenguaje dramático en el cual la música y la palabra se compenetran hasta convertirse en una sola cosa, aspecto que lleva a su mejor expresión en la tragedia Assassinio nella cattedrale, según la obra de Thomas Stearns Eliot.
El culto de la vocalidad impregna incluso su producción instrumental, específicamente en sus dos Cuartetos de cuerda, en sus dos Trios para piano y cuerda y en la Sonata para violín y piano.
Su elenco de composiciones comprende numerosos conciertos, como el Concerto dell'estate, los varios Concerti para instrumento solista y orquesta (arpa, violín, violonchelo), los Canti della stagione alta, para piano y orquesta, la Messa di requiem, y las obras teatrales en que su personalidad artística encontró su mejor expresión.
Sus obras no se interpretan con frecuencia, ya que su poca expresividad emocional, casi minimalista, las hace difíciles de apreciar. 

## Catálogo de obras
| Año       | Obra | Tipo de obra                 |
| --------- | --- | ---------------------------- |
| 1897      | Sabina (Annibale Beggi), ópera (no representada, destruida). | Música escénica (ópera)      |
| 1897      | Improvviso sinfonico, para orquesta. | Música orquestal             |
| 1897      | Minuetto, per quartetto d'archi. | Música de cámara             |
| 1898      | Madrigale, a 4 voci dispari. | Música vocal                 |
| 1899      | Momento triste. Notturno, para orquesta. | Música orquestal             |
| 1899      | Romanza senza parole, para piano | Música solista (piano)       |
| 1899      | Canto di guerra, para voces y orquesta | Música vocal (orquesta)      |
| 1899      | Ave Maria, para 3 voci dissimili acompañadas con órgano. | Música vocal (órgano)        |
| 1899      | Nuvole, para soprano (o tenor) y piano. | Música vocal (piano)         |
| 1899-1900 | Romeo e Giulietta (Pizzetti, según W. Shakespeare), ópera-cantata (no representada, destruida apart from 3rd orch int. | Música escénica (ópera)      |
| 1900      | Offertorium e Ave Maria, a 3 voci e org. (in «Musica sacra», 1900, n.7). | Música vocal                 |
| 1900      | Ben venga maggio, cantata per s., coro e orch., su testo del Poliziano, para voces y orquesta | Música vocal (orquesta)      |
| 1900      | Sera sui campi e Mattinata d'aprile, para orquesta. | Música orquestal             |
| 1900      | Voci che si odono di notte per i campi, para orquesta. | Música orquestal             |
| 1900      | Sonata in do minor, para violín y piano. | Música de cámara (dúo)       |
| 1901      | Tantum ergo, para 3 voces masculinas y órgano. | Música vocal (órgano)        |
| 1901      | Tenebrae factae sunt, a 6 voci dissimili. | Música vocal                 |
| 1900      | Trio in sol minor, para piano, violín y violonchelo. | Música de cámara             |
| 1901      | Edipo a Colono, para orquesta. | Música orquestal             |
| 1902      | Kyrie e Gloria, para voces y orquesta | Música vocal (orquesta)      |
| 1902      | Trio, para oboe, corno y piano. | Música de cámara             |
| 1903      | Per l'Edipo re di Sofocle, 3 preludios orquestales. | Música orquestal             |
| 1903      | Epitaphe (V. Hugo), para soprano (o tenor) y piano. | Música vocal (piano)         |
| 1903      | Il Cid (Annibale Beggi, según P. Corneille and G. de Castro y Bellvis), unpef., destroyed. | Música escénica (ópera)      |
| 1904      | Lena (Beggi), 1904 [unrealized project]. | Música escénica (ópera)      |
| 1904      | Tre liriche (Ildebrando Cocconi), para voz y piano. | Música vocal (piano)         |
| 1904      | Per l'Oreste di Alfieri, para orquesta. | Música orquestal             |
| 1904-07   | Aeneas (Annibale Beggi), ópera [inacabada, solo bocetos]. | Música escénica (ópera)      |
| 1905      | Sogno, para piano | Música solista (piano)       |
| 1905      | Poemetto romantico, para piano | Música solista (piano)       |
| 1905      | Mazeppa (Annibale Beggi), ópera (inacabada) | Música escénica (ópera)      |
| 1905-07   | Música para la obra teatral La nave (G. D'Annunzio) (Roma, Teatro Argentina, marzo de 1908). | Música escénica (teatro)     |
| 1906      | Canente, para orquesta. | Música orquestal             |
| 1906      | Sera d'inverno (M. Silvani), para voz y piano. | Música vocal (piano)         |
| 1906      | Foglio d'album, para piano. | Música solista (piano)       |
| 1906      | Aria, para violín y piano. | Música de cámara             |
| 1906      | Quartetto in la maggiore, per archi. | Música de cámara             |
| 1907      | Allegro agitato, para violín y piano. | Música de cámara (dúo)       |
| 1907-08   | Fedra (Pizzetti y M. Silvani, según Euripides), ópera (inacabada). | Música escénica (ópera)      |
| 1908      | Fantasia, para violín y piano. | Música de cámara (dúo)       |
| 1908      | Sera d'inverno (Mario Silvani), para voz y piano. | Música vocal (piano)         |
| 1908-15   | 5 liriche [I. I pastori (D'Annunzio) (1908, orquestada) - II. La madre al figlio lontano (Romualdo Pantini, 1910). - III. S Basilio (Gk. trad., trans. Tommaseo, 1912). - IV. Il clefta prigione (Gk.trad., trans.Tommaseo, 1912) - V. Passeggiata (Giovanni Papini, 1915], para voz y piano.) | Música vocal (piano)         |
| 1909-12   | Fedra (G. D'Annunzio, según Euripides and Senera), ópera (Milan, Scala, 20 de marzo de 1915). | Música escénica (ópera)      |
| 1910      | Notturno, para flauta, arpa, 2 violines, viola y chelo. | Música de cámara             |
| 1911      | Da un autunno gi...lontano, tres piezas para piano. | Música solista (piano)       |
| 1911      | Ouverture per una farsa tragica, para orquesta. | Música orquestal             |
| 1911      | Monte Morello sotto la luna, para piano. | Música solista (piano)       |
| 1912      | L'annuncio, para voz y piano. | Música vocal (piano)         |
| 1913      | Due canzoni corali (trad. del griego de N. Tommaseo), para coro. | Música coral                 |
| 1913      | Música para la obra teatral La pisanelle ou la mort parfumée (D'Annunzio), Paris, Châtelet, 11 de junio de 1913. | Música escénica (teatro)     |
| 1913      | Poema emiliano, para violín y piano. | Música de cámara (dúo)       |
| 1914      | Per l'Aminta del Tasso, para orquesta. | Música orquestal             |
| 1914      | Canto d'amore (trad. del griego de Tommaseo), para voces masculinas a 4 voces. | Música coral                 |
| 1914      | Sinfonia del fuoco, per br. e orch., Intermezzo del film «Cabiria» (de la música para el film silente Cabiria) | Música orquestal             |
| 1914-15   | Gigliola (según D'Annunzio: La fiaccola sotto il moggio), ópera (inacabada). | Música escénica (ópera)      |
| 1915      | Lento e grave, para piano. | Música solista (piano)       |
| 1915-17   | Música para la obra teatral La sacra rappresentazione di Abramo e d'Isacco (Feo Belcare), 1915-17, Florence. | Música escénica (teatro)     |
| 1915-21   | Debora e Jaele (Pizzetti, según La Biblía: Jueces), 1915-21; Milan, Scala, 16 Dec 1922. | Música escénica (ópera)      |
| 1916-18   | Due liriche drammatiche napolitane (Salvatore di Giacomo), 1916-18 [version of vocal-orch work]. | Música vocal (piano)         |
| 1916-18   | Due liriche drammatiche napolitane (Salvatore di Giacomo), para tenor y orquesta. | Música vocal (orquesta)      |
| 1917      | La pisanelle, suite para orquesta [de la música incidental, 1913]. | Música orquestal             |
| 1917      | Música para la obra teatral Politeama (junio de 1917; 2ª version 1926, Turin, Nuovo, 11 de marzo de 1926). | Música escénica (teatro)     |
| 1917-28   | La sacra rappresentazione di Abramo e d'Isacco (O. Castellino, según Feo Belcare) (Perugia, Morlacchi, 2 de octubre de 1937 [basada en la música incidental de 1915-17]. | Música escénica (ópera)      |
| 1918      | 2 Antiphons, para voz y piano. | Música vocal (piano)         |
| 1918-19   | Sonata in la, para violín y piano. | Música de cámara (dúo)       |
| 1919      | My Cry (Gerda Dalliba), para voz y piano. | Música vocal (piano)         |
| 1919      | I bimbi dormono, para piano. | Música solista (piano)       |
| 1919      | Movimento di danza, non molto mosso, para arpa. | Música solista (arpa)        |
| 1919      | Sonate per violino di Francesco María Veracini, para violín y piano. | Música de cámara (dúo)       |
| 1919      | Madrigali a 5 voci, trascrizione da Gesualdo da Venosa. | Música vocal                 |
| 1920      | Lamento (P. Shelley), poema vocal para tenor y coro. | Música coral                 |
| 1921      | Sonata in fa, para violonchelo y piano. | Música de cámara (dúo)       |
| 1922      | Erotica, para voz y piano. | Música vocal (piano)         |
| 1922      | Messa di requiem, para voces solistas. | Música coral                 |
| 1922      | Tre sonetti del Petrarca, para voz y piano. | Música vocal (piano)         |
| 1922-25   | Lo straniero (Pizzetti), ópera (Roma, Opera, 29 de abril de 1930). | Música escénica (ópera)      |
| 1923      | Música para la obra teatral Phèdre (D'Annunzio). | Música escénica (teatro)     |
| 1923      | Arietta, para violonchelo y piano. | Música de cámara (dúo)       |
| 1924-25   | Tre canti, para violín/violoncello y piano. | Música de cámara             |
| 1925      | Piano Trio in La. | Música de cámara             |
| 1925      | Trio in la, per vl., cello, pf. | Música de cámara             |
| 1925-27   | Fra Gherardo (Pizzetti), ópera (Milan, Scala, 16 de mayo de 1928). | Música escénica (ópera)      |
| 1926      | Tre canzoni (It. trad.), para voz, cuarteto de cuerdas/orquesta de cuerdas. (o voz y piano) | Música vocal (instrumentos)  |
| 1927      | Tre intermezzi sinfonici per l'Edipo re di Sofocle, para orquesta. | Música orquestal             |
| 1928      | Concerto dell'estate, para orquesta. | Música orquestal             |
| 1928-33   | Orsèolo (Pizzetti), ópera (Florencia, Comunale, 4 de mayo de 1935). | Música escénica (ópera)      |
| 1929      | Rondó veneziano, ballet (Milán, Teatro alla Scala, 8 gen. 1931). | Música escénica (ballet)     |
| 1929      | Vocalise-étude, para voz y piano. | Música vocal (piano)         |
| 1929      | Tre vocalizzi, para voz y piano. | Música vocal (piano)         |
| 1930      | L'ultima caccia di S Uberto, orch, opt. chorus, 1930. | Música vocal (orquesta)      |
| 1930      | Canti della stagione alta, para piano y orquesta. | Música orquestal             |
| 1930      | Música para la obra teatral Agamennone (Esquilo); Syracuse, Teatro greco, 28 April 1930, unpubd except for Introduzione. | Música escénica (teatro)     |
| 1931      | Introduzione all'Agamennone, para coro y orquesta. [from incid music, 1930]. | Música coral (orquesta)      |
| 1932      | Música para la obra teatral Le trachinie (Sófocles), 1932, Syracuse, Teatro greco, 26 April 1933, unpubd. | Música escénica (teatro)     |
| 1932-33   | Quartetto in re. | Música de cámara             |
| 1932-33   | Altre 5 liriche, para voz y piano. | Música vocal (piano)         |
| 1933      | Música para la obra teatral La rappresentazione di S. Uliva (C. d'Errico); Florence, cloisters of S Croce, 5 de junio de 1933 . | Música escénica (teatro)     |
| 1933      | Adjuro vos, filiae Jerusalem, 2 antifonas, para voz y piano. | Música vocal (piano)         |
| 1933      | Oscuro è il ciel (Giacomo Leopardi), para voz y piano [también orquestado]. | Música vocal (piano)         |
| 1933-34   | Concierto para violoncello y orquesta. | Música orquestal (concierto) |
| 1935      | Música para la obra teatral Edipo a Colono (Sófocles) (Siracusa, Teatro Greco, 24 April 1936). | Música escénica (teatro)     |
| 1935      | Música para la obra teatral La festa delle Panatenee (Homero, Sófocles y otros), 1935, Paestum, among temples, junio de 1936, publicada parcialmente. | Música escénica (teatro)     |
| 1935-36   | Due poesie di Ungaretti, para barítono y trio con piano (cl., vla, cello). | Música vocal (instrumentos)  |
| 1936      | La preghiera dell'alpinista, para coro a 4 voces. | Música vocal (capella)       |
| 1937      | Música de la película Scipione l'Africano. | Música de película           |
| 1937      | De profundis, para 7 voces mixtas sin acompañamiento. | Música vocal (capella)       |
| 1937      | Aria di Poppea, para voz y piano. | Música vocal (piano)         |
| 1937      | Due inni greci (Homero, Sófocles), para soprano, coro y orquesta.[from incid music La festa delle Panatenee, 1935]. | Música coral (orquesta)      |
| 1937-42   | L'oro (Pizzetti), ópera (Milan, Scala, 2 de enero de 1947). | Música escénica (ópera)      |
| 1939      | Epithalamium, cantata (Catullus), para voces solistas, coro y orquesta. | Música coral (orquesta)      |
| 1940      | Sinfonia. in celebrazione del XXVIo centenario della fondazione dell'Impero giapponese. | Música orquestal             |
| 1940      | E il mio dolore io canto (Jacopo Bocchialini), para voz y piano. | Música vocal (piano)         |
| 1942      | Sonata para piano. | Música solista (piano)       |
| 1942      | L'ombra, preludio para piano. | Música solista (piano)       |
| 1942      | Sinfonia in la, para orquesta. | Música orquestal             |
| 1942-43   | Tre composizioni corali, para 5 voces mixtas sin acompañamiento. | Música vocal (capella)       |
| 1943      | Canti di ricordanza [su un tema di «Fra Gherardo»], para piano. | Música solista (piano)       |
| 1943      | Oritur sol et occidit, cantata, para barítono y orquesta (rielaborato in Vanitas vanitatum, per s., br., coro maschile e orc). | Música vocal (orquesta)      |
| 1943-47   | Vanna Lupa (Pizzetti), Florencia, Teatro Comunale, 4 de mayo de 1949), no publicada. | Música escénica (ópera)      |
| 1944      | Tre liriche, para voz y piano. (arr. voz y pequeña orquesta) | Música vocal (piano)         |
| 1944      | Concierto para violín y orquesta. | Música orquestal (concierto) |
| 1948      | Canzone dei beni perduti, para orquesta. | Música orquestal             |
| 1948      | Cantico di gloria 'Attollite portas', para 3 coros, 22 vientos, 2 pianos y percusión. | Música coral (orquesta)      |
| 1949      | Colloquio, para violín y piano (en el libro In ricordo di Paolo Giordani). | Música de cámara (dúo)       |
| 1949      | Música de la película Il mulino del Po. | Música de película           |
| 1949      | Música para la obra teatral Lunga notte di Medea (Corrado Alvaro). | Música escénica (teatro)     |
| 1950      | Ifigenia (Pizzetti y A. Perrini), RAI, 3 de octubre de 1950 (en escena, Florencia, Comunale, 19 de mayo de 1951). | Música escénica (ópera)      |
| 1951      | Inno a Parma, para coro a 2 voces orquesta. (texto de Renzo Pezzani). | Música vocal (orquesta)      |
| 1952      | Preludio a un altro giorno, para orquesta. | Música orquestal             |
| 1952      | Cagliostro, RAI, 5 de noviembre de 1952 (en escena, Milan, Scala, 24 de enero de 1953), no publicada. | Música escénica (ópera)      |
| 1953-54   | La figlia di Jorio, tragedia pastorale (Gabriele D'Annunzio), Nápoles, San Carlo, 4 de diciembre de 1954. | Música escénica (ópera)      |
| 1955      | Concierto para viola y orquesta. (inacabado) | Música orquestal (concierto) |
| 1955-56   | Povere gente, tragedia musicale (inacabada). | Música escénica (ópera)      |
| 1957      | Vocalizzo, para mezzo y piano. (rev. mezzo y orquesta, 1960) | Música vocal (piano)         |
| 1957      | Assassinio nella cattedrale (T.S. Eliot, trad. A. Castaldi), 1957, Milan, Scala, 1 de marzo de 1958. | Música escénica (ópera)      |
| 1958      | Música de la película Clausura (documental). | Música de película           |
| 1958-60   | Concierto para arpa. | Música orquestal (concierto) |
| 1959      | Vanitas vanitatum (Biblia: Ecclesiastes), cantata para voces solistas, coro masculino y orquesta. | Música coral (orquesta)      |
| 1960      | Tre canti d'amore, para voz y piano. | Música vocal (piano)         |
| 1960      | Aria, augurio nuziale, para violines al unísono y orquesta (hay arr. para violín y piano). | Música orquestal             |
| 1961      | Il calzare d'argento (R. Bacchelli), commedia musicale (Milan, Scala, 23 de marzo de 1961). | Música escénica (ópera)      |
| 1961      | Due composizioni corali (Sappho, trans. M. Valgimiglia), para 6 voces solas. | Música vocal (capella)       |
| 1961      | Música para la obra teatral Ifigenia, tragedia musicale radiofonica, parole sue e di Alberto Perrini. | Música escénica (teatro)     |
| 1965      | Clitennestra, Milan, Scala, 1 de marzo de 1965. | Música escénica (ópera)      |
| 1966      | Filiae Jerusalem, adjuro vos, piccola cantata d'amore para soprano, coro femenino y orquesta. | Música coral (orquesta)      |
| -         | Música para la obra teatral Come vi garba (Shakespeare). | Música escénica (teatro)     |
| -         | Música de la película I promessi sposi (también suite orquestal). | Música de película           |
| -         | Giasone (inacabada), para voz y piano. | Música vocal (piano)         |
| -         | Tre canti greci, para voz y piano. | Música vocal (piano)         |
| -         | Tre sonetti tragici (Alfredo Zerbini), para voz y piano. | Música vocal (piano)         |
| -         | Sei tornato da me (Jacopo Bocchialini), para voz y piano. | Música vocal (piano)         |
| -         | Muttos nuoresi per coro misto a 6 voci (inedito). | Música vocal                 |

## Escritos de Pizzetti
- 1907 - «La musica per La nave di Gabriele d'Annunzio», RMI, xiv (1907), 855-62.
- 1908 - «Ariane et Barbebleue», RMI, xv (1908), 73-112.
- 1914 - La musica dei greci (Rome, 1914).
- 1914 - Musicisti contemporanei: saggi critici (Milán, 1914).
- 1921 - Intermezzi critici (Florencia, 1921).
- 1934 - «Questa nostra musica», Pan, i (1933-4), 321.
- 1940 - Niccoló Paganini (Turin, 1940).
- 1945 - Musica e dramma (Rome, 1945).
- 1947 - La musica italiana dell'Ottocento (Turin, Ed. Palatine, 1947).